# Episodi di Wolff, un poliziotto a Berlino (ottava stagione)
Gli episodi dell'ottava serie di "Wolff, un poliziotto a Berlino" sono stati trasmessi per la prima volta in Germania tra il 29 aprile e il 22 luglio 1999. In Italia, sono stati trasmessi su Raidue tra il 9 giugno e il 5 luglio 2002. Gli episodi sono stati trasmessi in replica, nel corso del 2007, su Retequattro.
| nº     | Titolo originale              | Titolo italiano               | Prima TV Germania | Prima TV Italia        |
| ------ | ----------------------------- | ----------------------------- | ----------------- | ---------------------- |
| 1-96   | Recht auf Mord                | Errore giudiziario            | 29 aprile 1999    | 19 giugno 2002 - 19,10 |
| 2-97   | Blutsbrüder                   | Fratelli di sangue            | 6 maggio 1999     | 22 giugno 2002 - 19,10 |
| 3-98   | Die Frau des Chemikers        | La moglie del chimico         | 20 maggio 1999    | 24 giugno 2002 - 19,10 |
| 4-99   | Tod und auf Wiedersehen       | Addio a un amico              | 27 maggio 1999    | 25 giugno 2002 - 19,10 |
| 5-100  | Der Killer                    | Il killer                     | 3 giugno 1999     | 26 giugno 2002 - 19,10 |
| 6-101  | Bangkok - Berlin              | Importazioni clandestine      | 10 giugno 1999    | 27 luglio 2002 - 19,10 |
| 7-102  | Mit Satans Hilfe              | Morti innocenti               | 17 giugno 1999    | 28 giugno 2002 - 19,10 |
| 8-103  | Der Totschläger               | Il vero padre                 | 24 giugno 1999    | 29 giugno 2002 - 19,00 |
| 9-104  | Ich habe Sylvie Engel getötet | Un adolescente difficile      | 1º luglio 1999    | 2 luglio 2002 - 19,10  |
| 10-105 | Eine Mordsshow                | Lo spettacolo deve continuare | 8 luglio 1999     | 4 luglio 2002 - 19,10  |
| 11-106 | Bis dass der Tod...           | Vedovo inconsolabile          | 15 luglio 1999    | 5 luglio 2002 - 19,10  |
| 12-107 | Blutiger Schmuck              | L'amico di Tom                | 22 luglio 1999    | 1 luglio 2002 - 19,10  |